# CA Brown
CA Brown, ook bekend als Brown de Adrogué is een Argentijnse voetbalclub uit de Adrogué. De club werd in 1945 opgericht en promoveerde in 2013 voor het eerst naar de Primera B Nacional, na een overwinning op Club Almagro. Na één seizoen degradeerde de club weer.